# Hydrochaeris
Hydrochaeris é um gênero de roedor da família Caviidae.

## Espécies
- Hydrochaeris hydrochaeris (Linnaeus, 1766)
- Hydrochaeris isthmius Goodman, 1912